# Käru (Türi)
Käru (Duits: Kerro)  is een plaats in de Estlandse gemeente Türi, provincie Järvamaa. De plaats heeft de status van groter dorp of ‘vlek’ (Estisch: alevik).
Tot in oktober 2017 was Käru de hoofdplaats van de gemeente Käru. In die maand werd Käru bij de gemeente Türi gevoegd. Daarmee verhuisde het grondgebied van de gemeente van de provincie Raplamaa naar de provincie Järvamaa.

## Bevolking
De plaats had 397 inwoners op 31 december 2011 en 431 inwoners op 31 december 2021.

## Ligging
De Tugimaantee 15, de secundaire weg van Tallinn via Rapla naar Türi, komt langs Käru. Ook heeft de plaats een station aan de spoorlijn Tallinn - Viljandi. De rivier Käru stroomt door de plaats.

## Geschiedenis
Käru werd in 1498 voor het eerst genoemd onder de naam Kerro. Rond 1500 was Kerro een klein landgoed, maar in 1624 stond Kerro bekend als Gesinde (nederzetting) op het landgoed van Lelle. In 1767 werd Kerro weer een zelfstandig landgoed. Eigenaar was de familie von Stauden. In 1851 kocht de familie von Ditmar het landgoed. Tussen 1857 en 1892 was Karl von Ditmar de eigenaar. Bij de onteigening door het onafhankelijk geworden Estland in 1919 was het landgoed in handen van Karoline von Renteln (geboren von Ditmar).
Käru heeft een oud en een nieuw landhuis, het ene ten noorden, het andere ten zuiden van de Tugimaantee 15. Het oude, houten landhuis dateert uit het midden van de 18e eeuw. Het is in gebruik bij de overheid. Het nieuwe landhuis is gebouwd in neorenaissancestijl in 1878 naar een ontwerp van de architect Robert Pflug. Bij de mislukte Revolutie van 1905 staken de opstandelingen het landhuis in brand. Daarna werd het in iets soberder stijl herbouwd. Vanaf de jaren twintig van de 20e eeuw tot in 2001 was in het gebouw een school gevestigd; daarna kwam het in particuliere handen. Ook enkele bijgebouwen zijn bewaard gebleven, waaronder een neogotische smederij.
Käru kreeg zijn station al bij de opening van de spoorlijn in 1901. Toen de plaats in de jaren twintig begon te groeien, werd er vooral in de omgeving van het station gebouwd.

## De kerk van Käru
De houten kerk is gebouwd in 1860, oorspronkelijk als bijkerk van de kerk in Vändra. Ze verving een eveneens houten kerk, die in 1859 was afgebroken. De toren van deze kerk, uit 1771, werd echter opgenomen in de nieuwe kerk. De kerken in Vändra en Käru hebben dezelfde opzet: langwerpig met een uitbouw aan de achterzijde en een vierkante toren met een hoge spits aan de voorzijde. Het altaarstuk, van een onbekende kunstenaar, stelt Christus aan het kruis voor. Het orgel is in 1928 gebouwd door August Terkmann, die ook het orgel van de Heilige Geestkerk in Tallinn heeft gebouwd. Het orgel wordt ook gebruikt voor concerten.

## Foto's

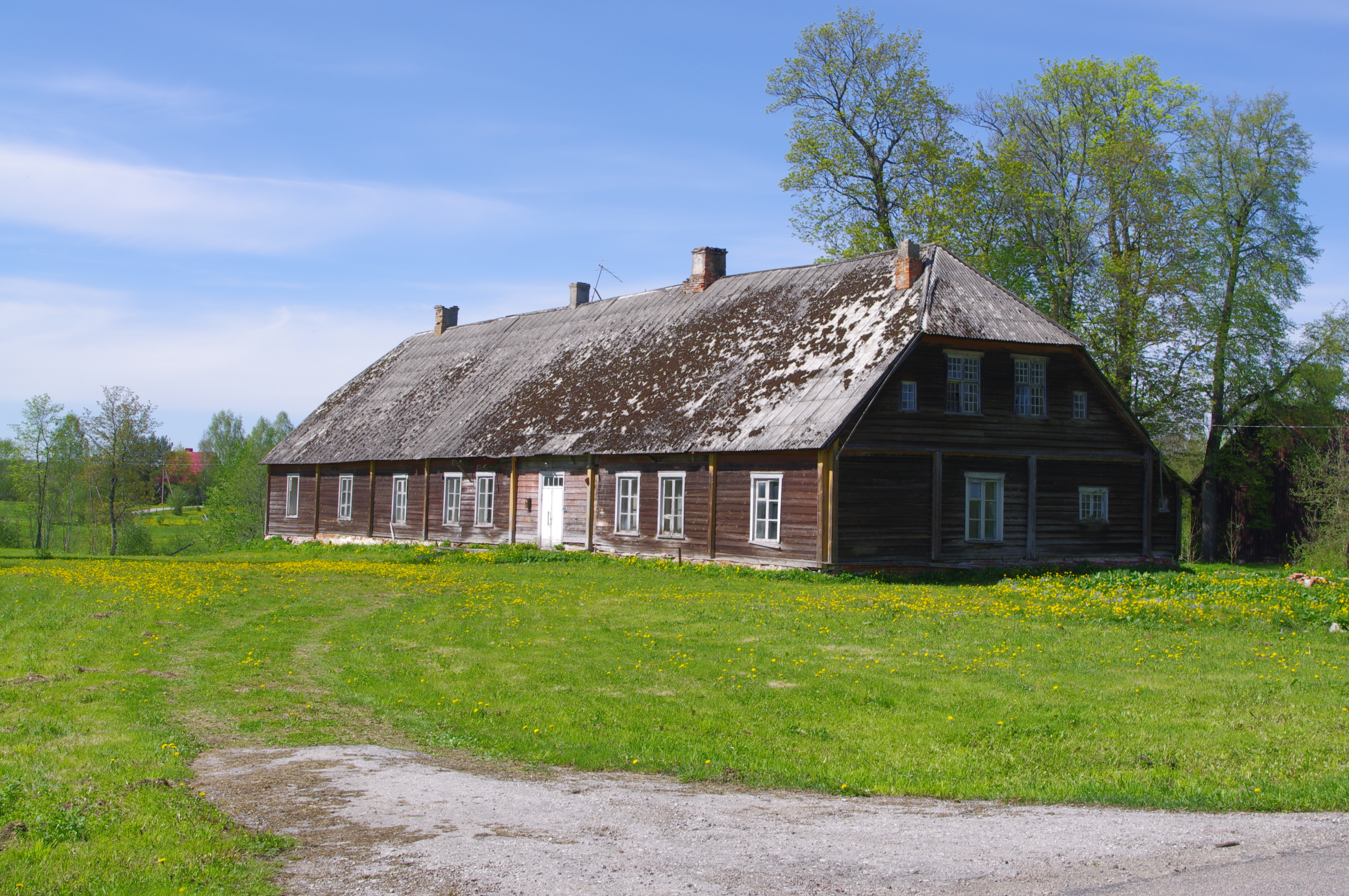
Het oude landhuis van Käru
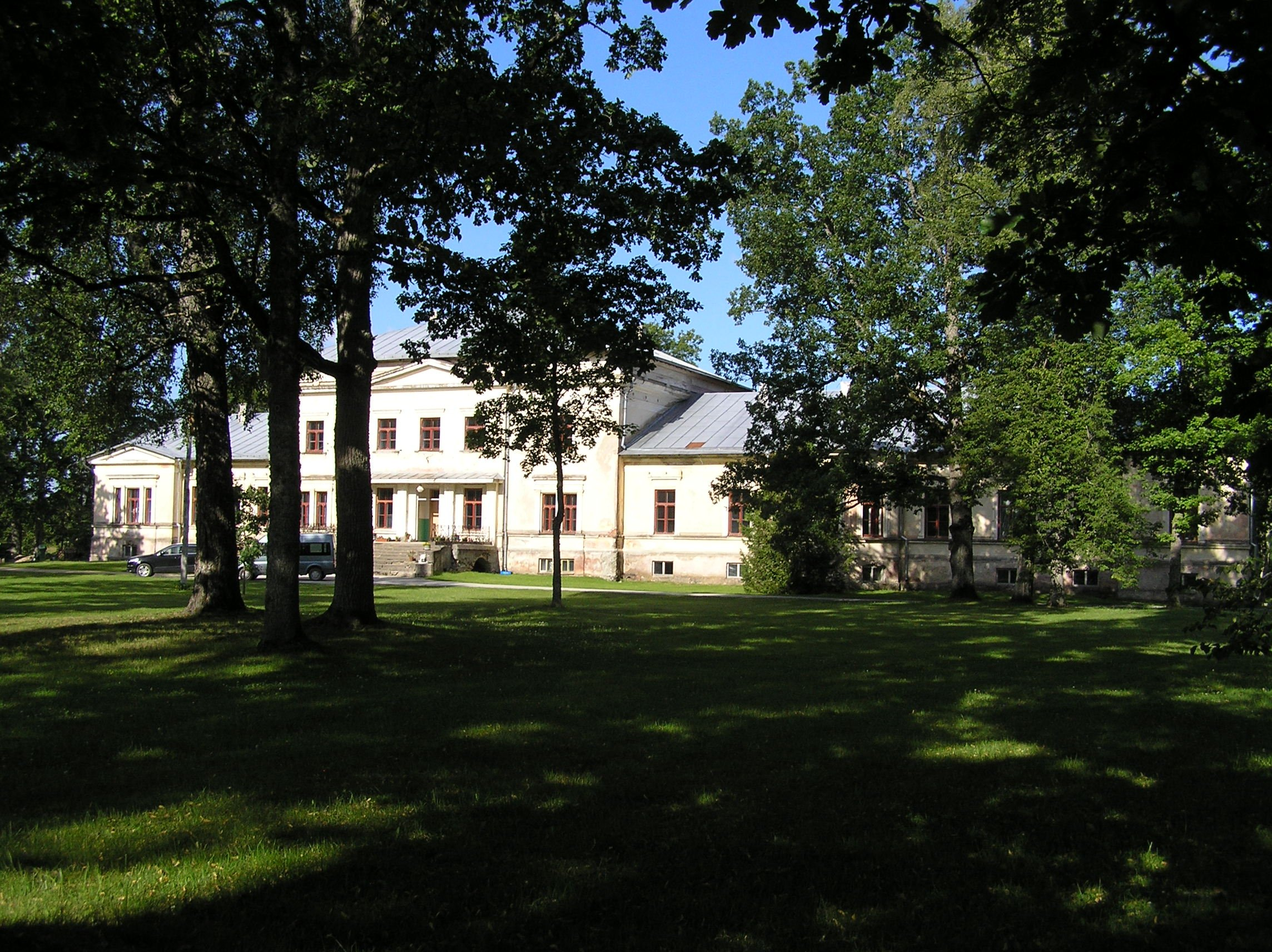
Het nieuwe landhuis van Käru
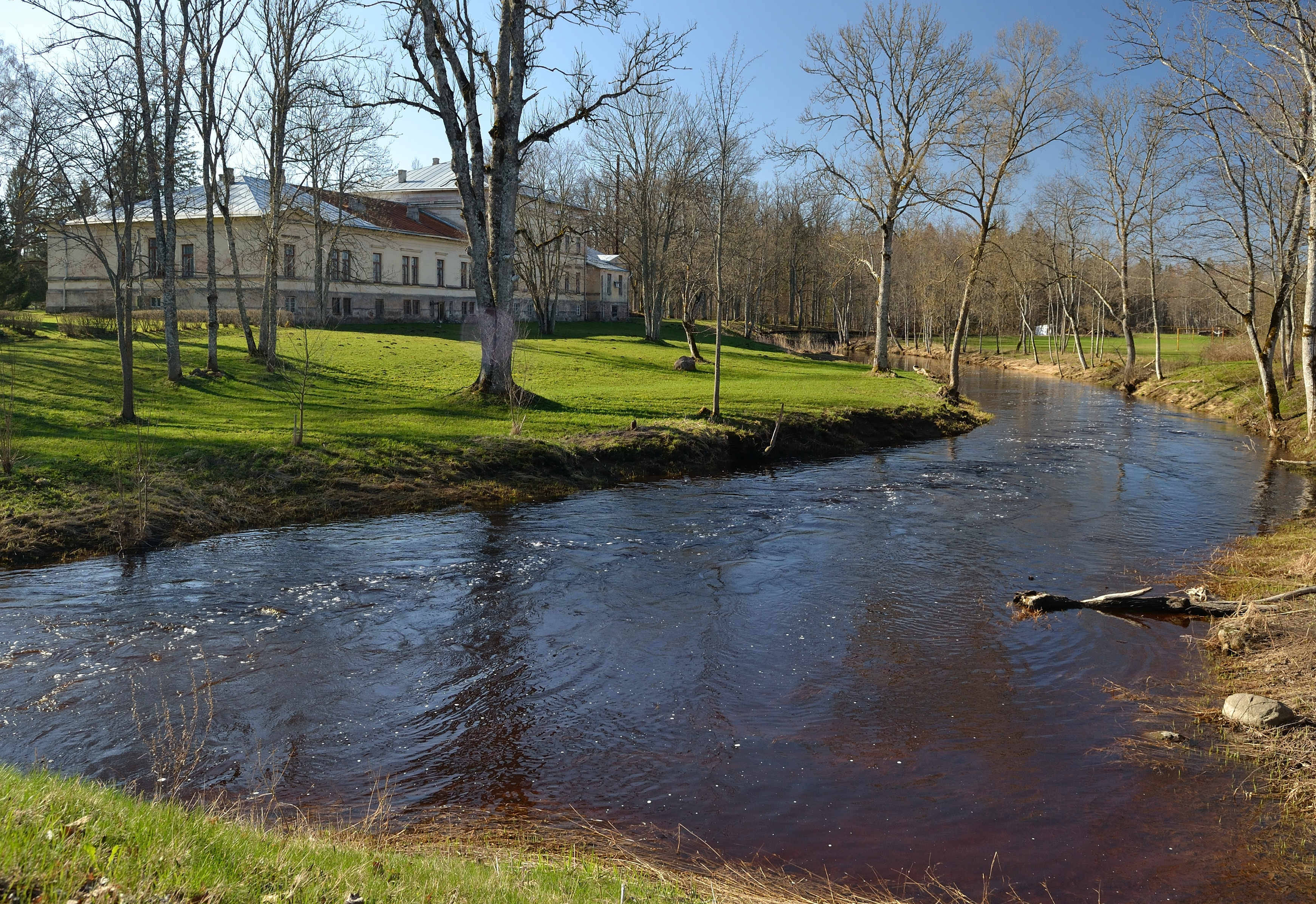
Het landhuis aan de oever van de rivier Käru
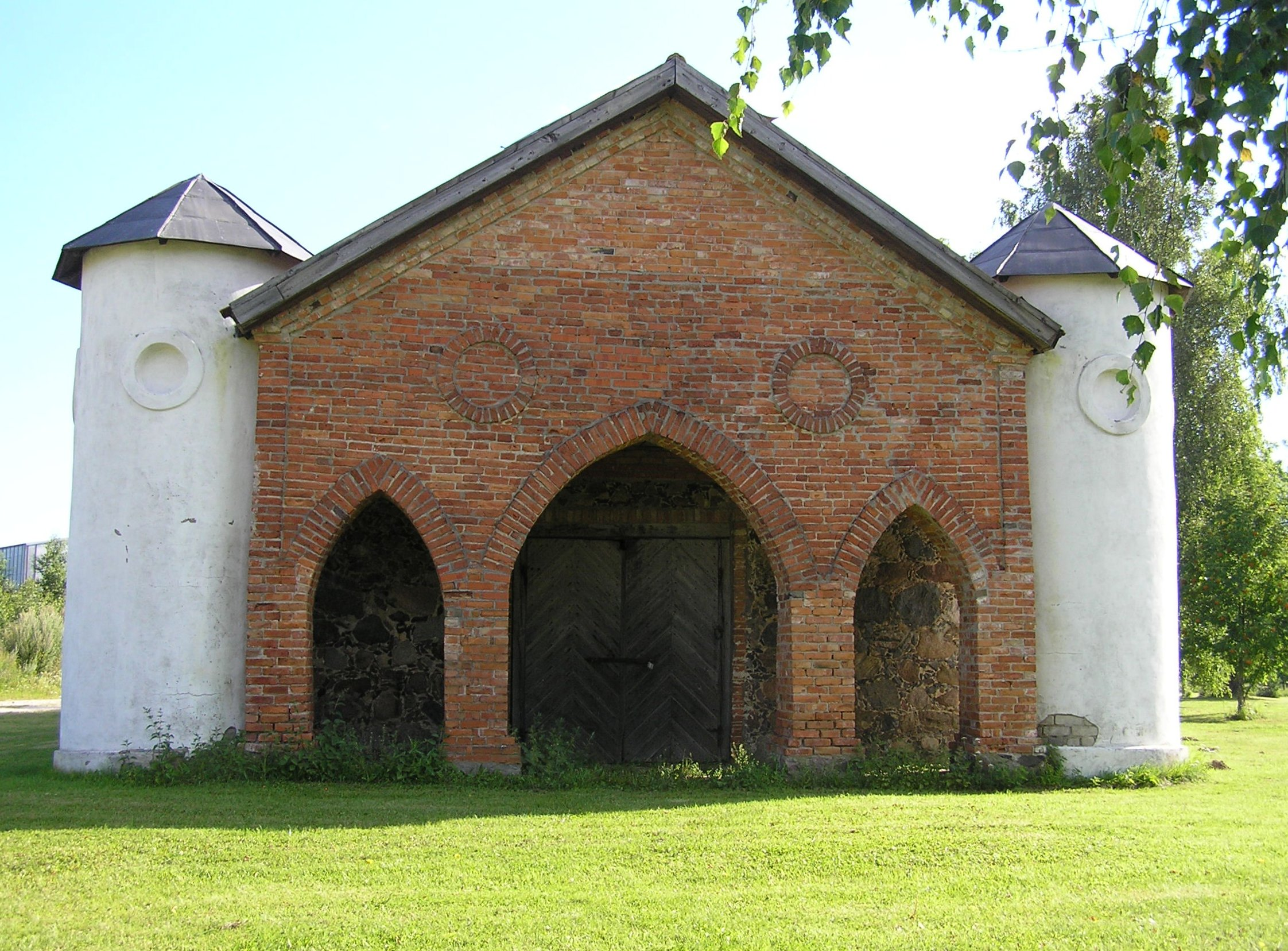
De smederij
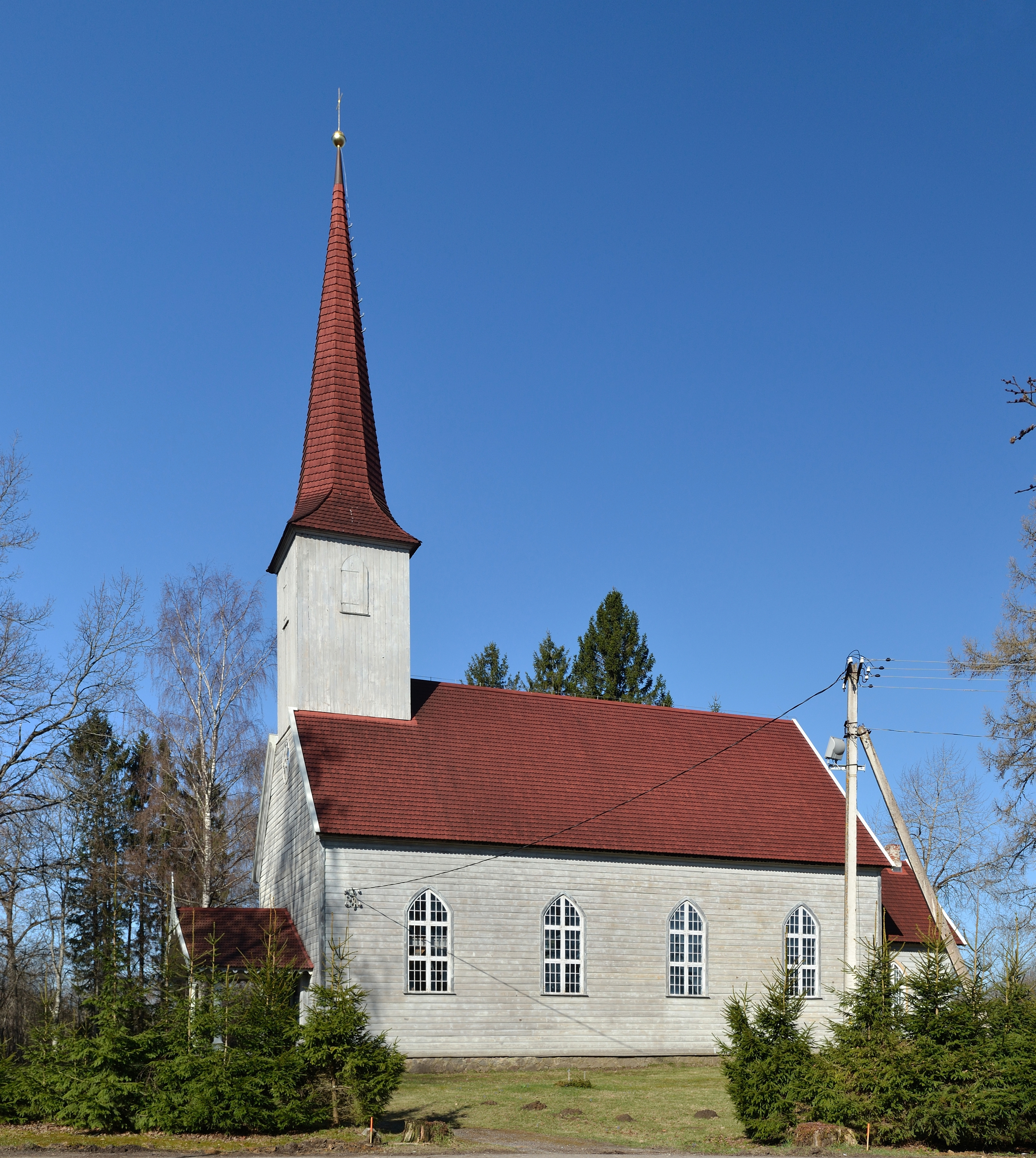
De kerk
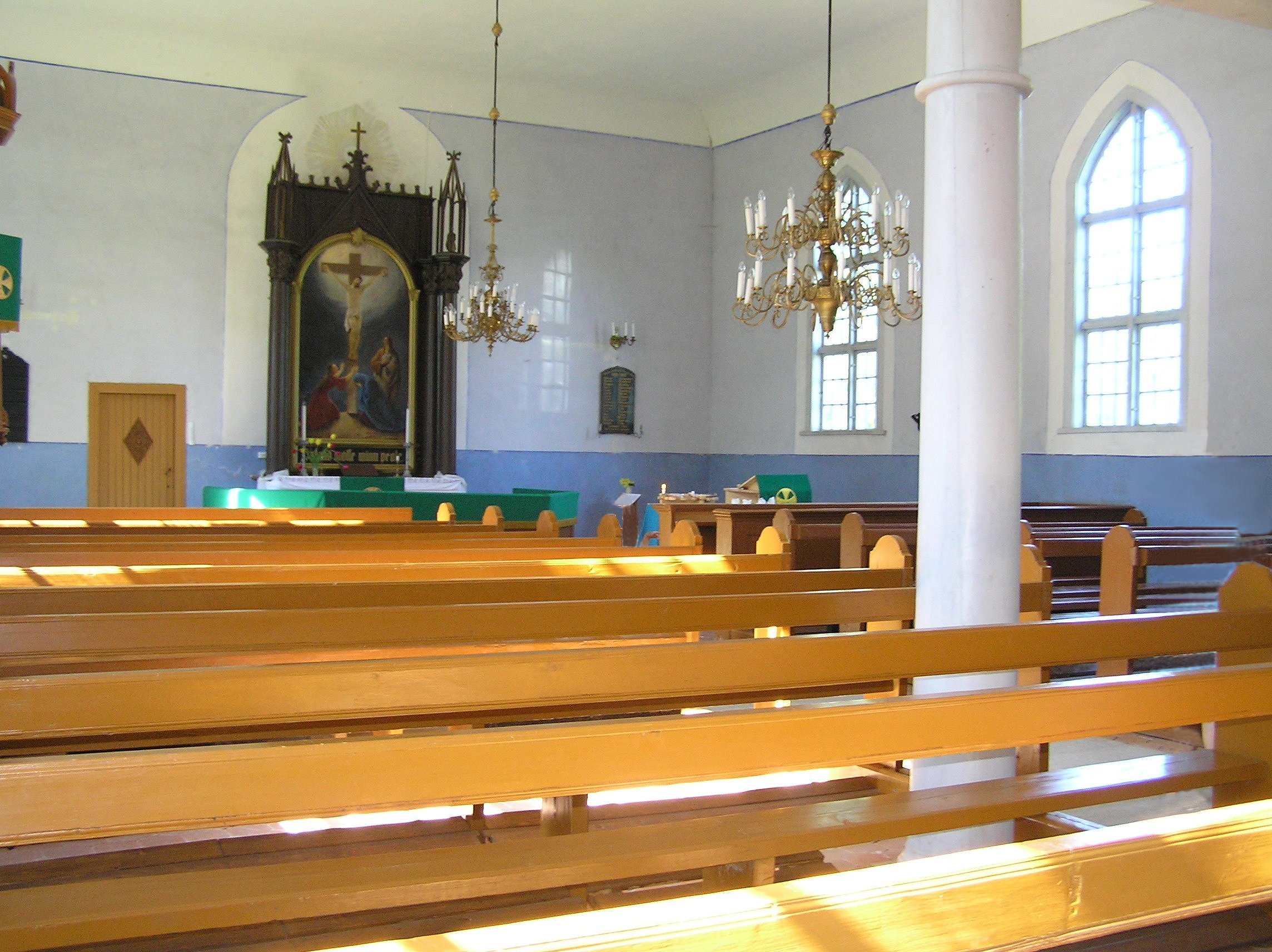
Interieur van de kerk
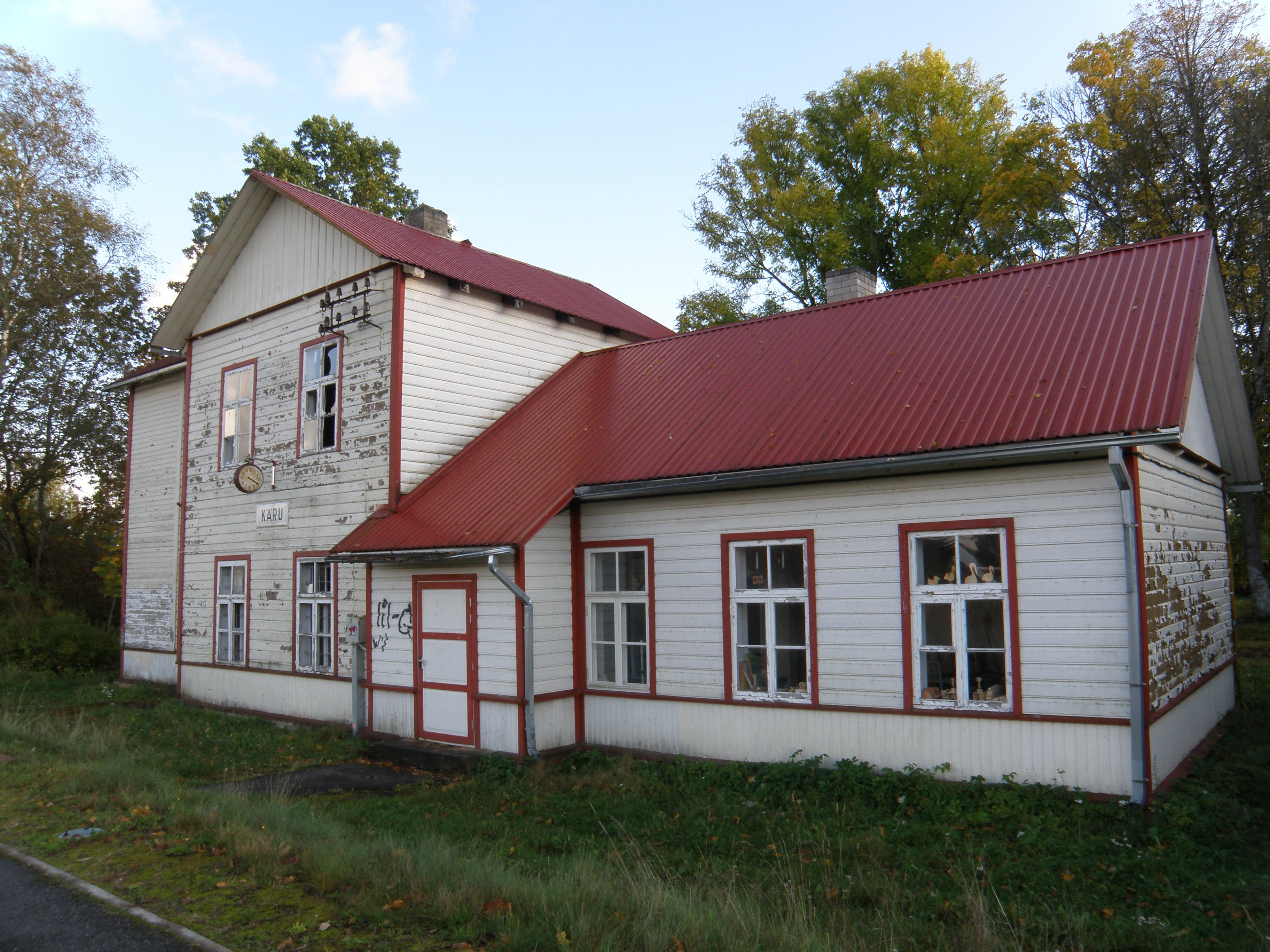
Het voormalige stationsgebouw
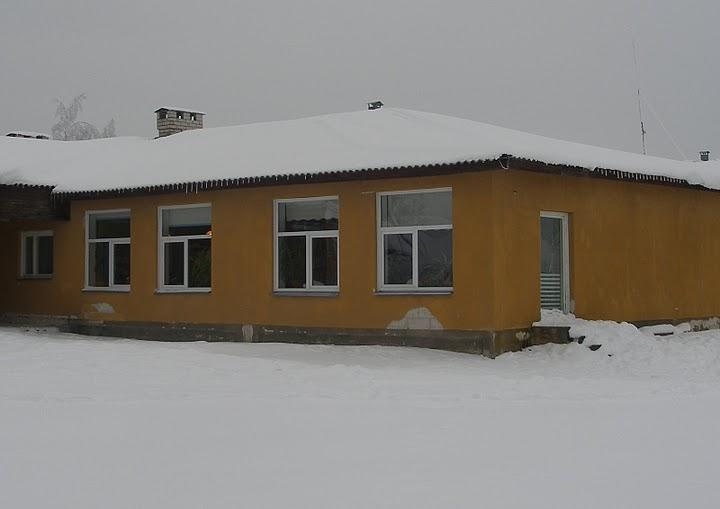
Bibliotheek
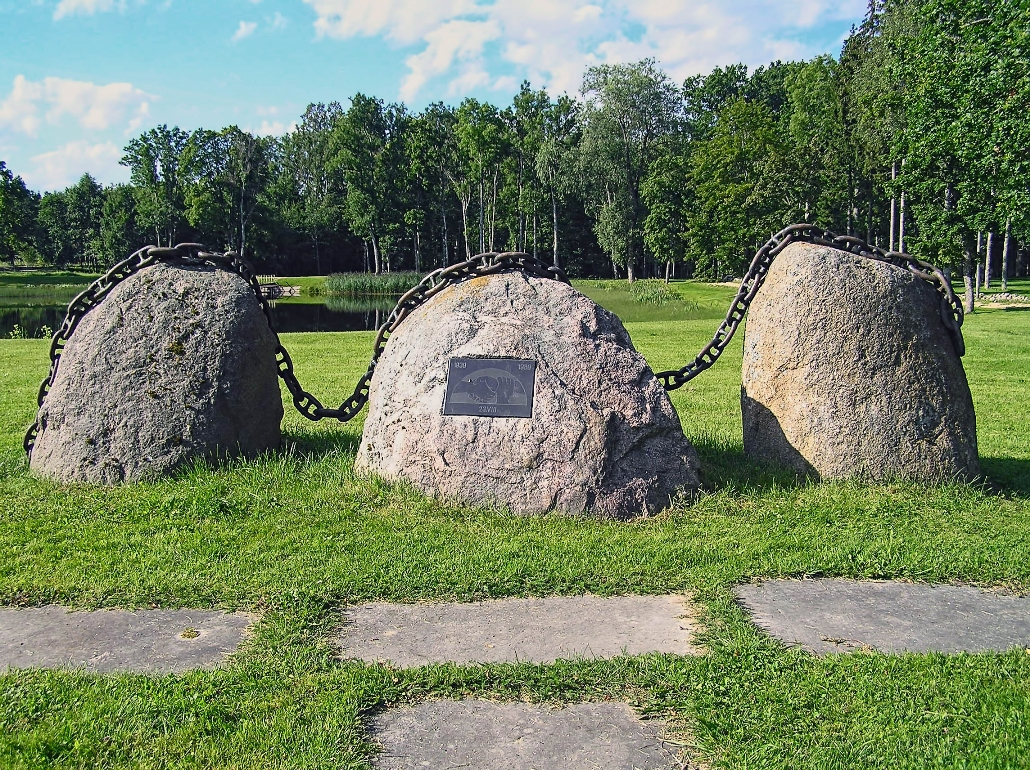
Gedenkteken voor de Baltische Weg